# Erling Christophersen
Erling Christophersen (17 de abril de 1898 - 9 de noviembre de 1994) fue un botánico, pteridólogo, y biólogo noruego.

## Biografía
Sirvió en la Armada de Noruega entre 1917 y 1918. Vivía en Oslo hasta trasladarse en 1918 a Yale. Allí, en 1924 obtiene el doctorado con una tesis sobre las condiciones de Noruega: relación entre la cubierta vegetal y la acidez del suelo en Sylene. En la década de 1930, llevó a la Expedición Tanager, multinacional, a Tristán da Cunha y a la isla Necker. Después de la guerra trabajó en particular con el desarrollo de la cooperación cultural y científica entre Noruega y Estados Unidos.
Fue cuatro años becario en la Universidad de Oslo, regresando a Hawái; y fue profesor en la Universidad de Hawái y botánico en el Bishop Museum de BP en Honolulu entre 1930 a 1932.
Fue agregado cultural de la embajada en Washington, de 1947 a 1951 y de 1962 a 1964. En el ínterin, fue director de la Oficina de las relaciones culturales con otros países en el Ministerio de Asuntos Exteriores de 1951 a 1961 y de 1965 a 1968. En esa posición se estaba avanzando hacia la creación de varios fondos importantes para apoyar el intercambio de carácter cultural y científico, y entre 1947 a 1949, dirigió la Escuela de verano de Estados Unidos en la Universidad de Oslo. También fue miembro en la Asociación Noruega-Estados Unidos, donde fue un miembro honorario en 1978.

## Algunas publicaciones
- 1934. A new Hawaiian Abutilon. Ed. The Museum (Honolulu, Hawaii). 7 pp.

### Libros
- Christophersen, e. 1925- Soil reaction and plant distribution in the Sylene National Park, Yale University, Trans. Conn. Acad. Sci.: 471–577.

- -----. 1927.  Vegetation of Pacific equatorial islands. Ed. Honolulu : Bernice P. Bishop Museum. 79 p. + vii de planchas il.

- -----; edward l Caum. 1931. Vascular plants of the Leeward Islands, Hawaii. Honolulu : Bernice P. Bishop Museum, 1931. 41 p. + xvi planchas il. 3 cartas

- -----. 1935. Flowering plants of Samoa. Ed. Honolulu : Bernice P. Bishop Museum. 2 v. il.

- -----. 1938. Tristan da Cunha, den ensomme øy, Aschehoug, Oslo.

- -----; pa Munch, yngvar Hagen, sd Henriksen, reidar Sognns, erling Sivertsen, jc Dunne, egil Baardseth, allan Crawford. 1940. Tristan da Cunha : the lonely isle. Ed. London : Cassell & Co. viii + 2 l. + 243 p. : incl. cartas. planchas

- -----. 1943. Norske medisinplanter, Aschehoug, Oslo, 1943

- -----. 1945.Norske villblomster, Aschehoug, Oslo, 1945

## Honores
- Cruz de Caballero de 1.ª clase de la Orden de San Olav (1961)
- Legión de Honor francesa.
- Miembro de la Academia Noruega de Ciencias desde 1944
- La abreviatura «Christoph.» se emplea para indicar a Erling Christophersen como autoridad en la descripción y clasificación científica de los vegetales.[5]